# كلورتتراسكلين
كلورتتراسكلين الذي يُباع تحت الاسم التجاري أوريومايسين، هو مضاد حيوي يستخدم لعلاج التهاب الملتحمة، بما في ذلك التراخوما. يتم استخدامه عادة كقطرة للعين. ويمكن استخدامه أيضًا لمرض الريكتسيا.